# Ashley Page
Ashley Page (Rochester, 9 agosto 1956) è un ex ballerino, direttore artistico e coreografo britannico.

## Biografia
Dopo gli studi alla Royal Ballet School, nel 1976 è stato scritturato dal Royal Ballet e nel 1984 è stato promosso al rango di primo ballerino della compagnia.
Nei suoi ventisette anni con la compagnia ha danzato in molti ruoli di rilievo prima da Danseur noble e poi da caratterista, tra cui Baliaev in A Month in the Country, Herr Drosselmeyer ne Lo schiaccianoci e Hilarion nella Giselle di Peter Wright, una sorellastra in Cenerentola, Von Rothbart ne Il lago dei cigni di Anthony Dowell, il bramino ne La Bayadére di Marius Petipa e la vedova Simone ne La fille mal gardée.
Attivo come coreografo dal 1984, Page ha coreografato oltre una quarantina di balletti, venti dei quali portati in scena dal Royal Ballet; nel 1995 il suo balletto Fearful Symmetries ha vinto il Premio Laurence Olivier. Dal 2002 al 2012 è stato direttore artistico dello Scottish Ballet e successivamente ha lavorato come coreografo e regista di opere liriche freelance.